# Töllsjö
Töllsjö ist ein Ort (tätort) in der schwedischen Provinz Västra Götalands län und der historischen Provinz Västergötland. Er ist zugleich Ort in der Gemeinde Bollebygd.
Der Ort liegt zwischen der Stadt Alingsås und dem Ort Bollebygd am See Töllsjö. In diesen mündet der Fluss Nolån, der den Ort durchzieht.
In den Jahren von 1863 bis zur Kommunalreform im Jahr 1951 war Töllsjö eigenständige Gemeinde, danach wurde der Ort der Gemeinde Bollebygd zugeordnet, diese wiederum gehörte im Zeitraum von 1974 bis 1994 zu Borås.

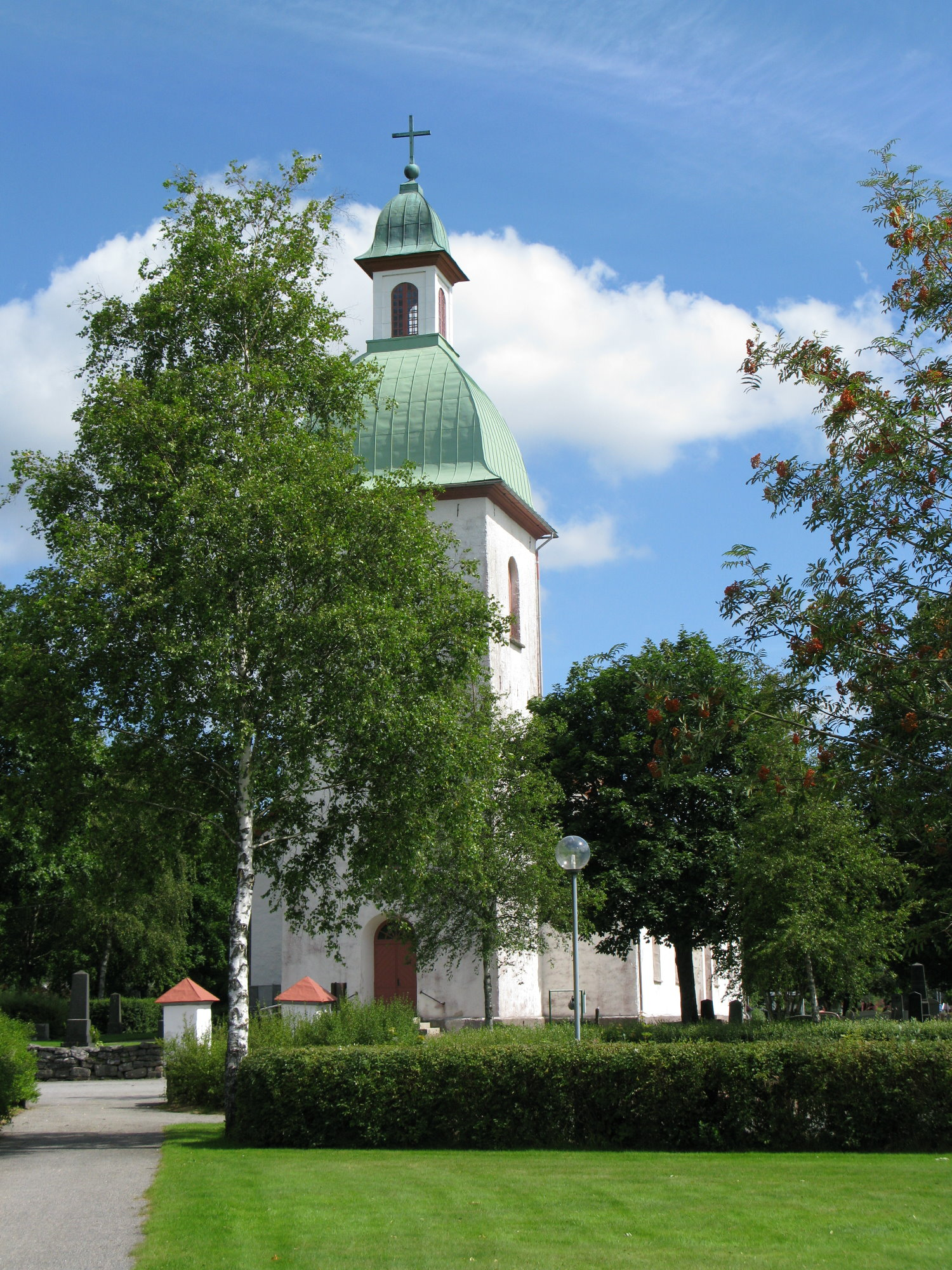
Kirche von Töllsjö
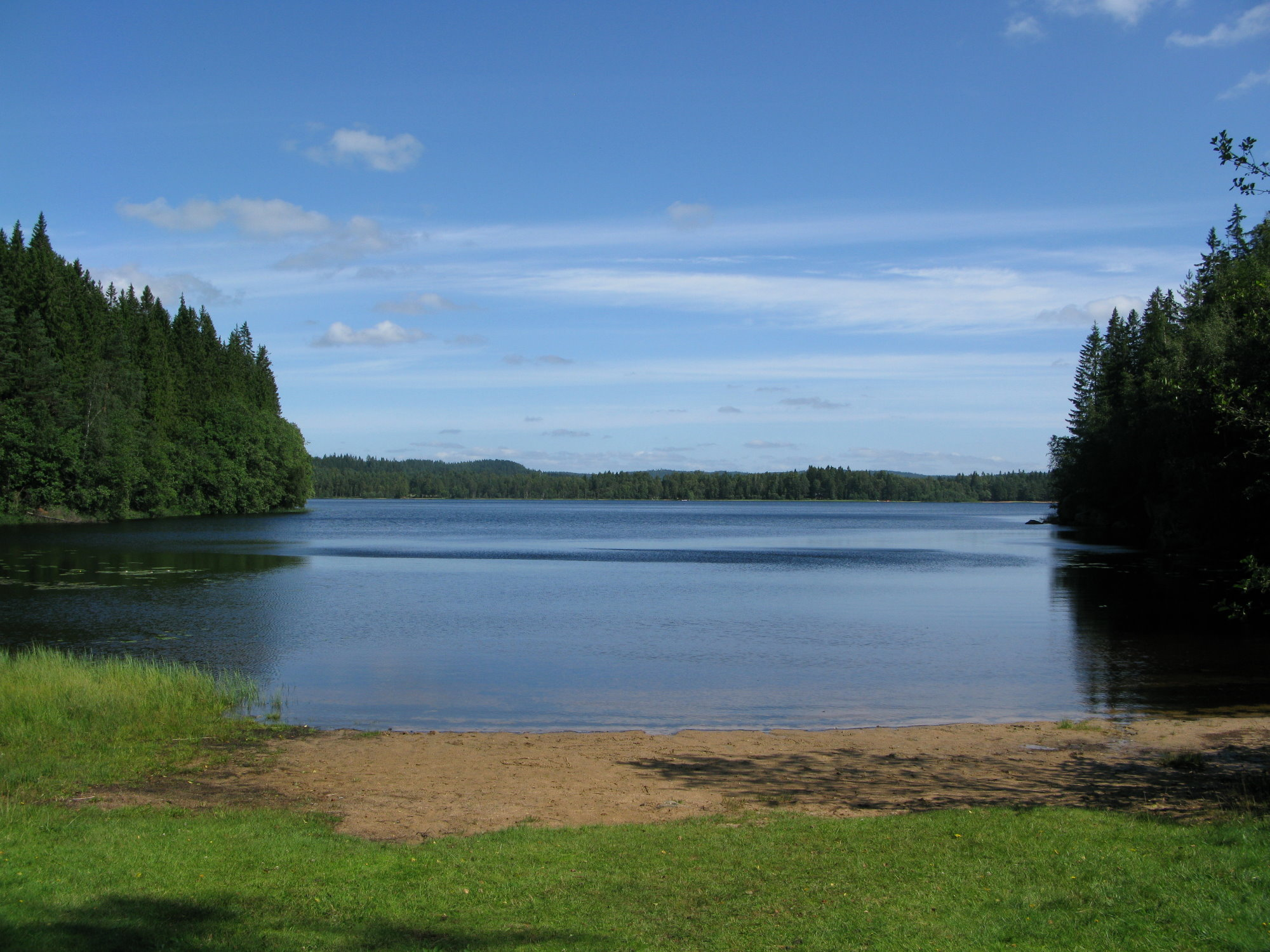
See Töllsjö